# Kristy McNichol
Kristy McNichol właściwie Christina Ann McNichol (ur. 11 września 1962 w Los Angeles) – była amerykańska aktorka filmowa i telewizyjna. W roku 2001 zakończyła karierę.

## Filmografia
seriale
- 1969: Love, American Style jako Sfelli
- 1975: Starsky i Hutch (serial telewizyjny) jako Joey Carston / Meg / Molly Edwards
- 1977: Statek miłości jako Kelly Rixie
- 1988: Empty Nest jako oficer Barbara Weston

film
- 1976: Me and Dad's New Wife jako Nina
- 1981: Tylko gdy się śmieję jako Polly
- 1985: Love, Mary jako Mary Groda-Lewis
- 1986: Waleczne kobiety jako T.J. Nolan

## Nagrody
Została uhonorowana Złotą Maliną i dwukrotnie nagrodą Emmy.